# Peste Noire
Peste Noire (a veces autorreferenciado como Kommando Peste Noire o K.P.N) es un grupo musical de black metal y rock identitario francés de temática medieval, contrailustrada, nacionalista francesa y supremacista blanca, fundado como Dor Daedeloth en la ciudad de Aviñón. Fue formado por La sale Famine de Valfunde en el año 2000 en homenaje a la cultura medieval francesa, pero reflejan también lo que según ellos tiene de "enferma y pestilente" la sociedad, el mundo moderno y el "triunfo de una moral de cerdos", con letras claramente xenófobas. Famine escribió todas las canciones (excepto una), los solos, las letras y el concepto de lo que es Peste Noire, pero utilizará también poemas de François Villon, Guillaume de Machaut, Tristan Corbière y Christine de Pizan, junto con arreglos folclóricos y electrónicos. Los demás miembros no están relacionados en el proceso de escritura pero son utilizados como miembros de sesión (incluido Neige) bajo la dirección de Famine. Las artes de tapas son también elegidos y creados según la idea de Famine.

## Historia
La sale Famine de Valfunde («La sucia Hambre de Valfunde»), o más simplemente Famine, comenzó Peste Noire como un proyecto en solitario en el año 2000. Rápidamente dejó la necesidad de tener un batería y se rehusó a utilizar una batería electrónica. Fue ayudado por Neige con este instrumento (y Argoth con el bajo hasta el demo «Macabre Transcendance») que fue invitado en los demos de la banda. Peste Noire lanzó tres demos («Aryan Supremacy» en 2001, «Macabre Transcendance» en 2002 y «Phalènes and Pestilence - Salvatrice averse» en 2003) y una colaboración junto a Sombre Chemin en sus primeros tres años de existencia. En estos demos encontramos guitarras afiladas, voces rasposas, baterías a ratos endemoniadas y siempre infraproducidas, pero que conjuntadas y puestas en acción suenan como algo diferente. También hay elementos que diferencian a Peste Noire de la mayoría de las bandas de black metal, como son la introducción de solos de guitarra ultramelódicos y la gran presencia de pasajes que fluyen a lomos de guitarras acústicas. La interpretación de Famine es tan sumamente personal que se desmarca del resto de propuestas brillando con un fuego interno propio. Un Famine que, además, posee una voz muy personal, y que a pesar de englobarse dentro del estilo vocal del género, suena especialmente enferma y pútrida. El recopilatorio «Mors Orbis Terrarum», publicado en 2008 por el sello francés «Debemur Morti», incluye material de todas los demos de Peste Noire y canciones inéditas como "L'hymne en l'honneur de la peste".
En 2006 Famine reclutó nuevos miembros: Winterhalter en la batería e Indria en el bajo, dos miembros que en Peste Noire se encontraron bajo la dirección de Famine. Se integrarían para tocar en el primer álbum de estudio y ayudarían a expandir la música de Famine. Con ellos, Famine completó lo que llamaría «Kommando Peste Noire». Para ese entonces, Neige ya había sido expulsado de la banda y Peste Noire sería una banda de tres piezas (Famine, Winterhalter e Indria). Con esta formación el álbum debut de la banda titulado «La Sanie des siècles - Panégyrique de la dégénérescence» fue producido en agosto de 2006 por el sello francés «De Profundis éditions». Solos endiablados, guitarras chirriantes, medios-tiempos depresivos y pasajes acústicos fusionados con un único fin, Famine consigue que todos estos recursos musicales tiren en una misma dirección. En cuanto a la temática de las letras, predominan las referencias medievalistas, apoyándose en poemas de grandes autores clásicos franceses, como es el caso del corte «Dueil Angoisseus», y en el que Famine desgañita un poema del siglo XIV de Christine de Pisan (Neige fue invitado al fin de la grabación para gritar en esta canción). También aparecen poemas de Charles Baudelaire, los que dan nombre a «Spleen» y «Le Mort Joyeux». La producción es mínima, acorde con los cánones del género, pero lejos de ensuciar el sonido del álbum, lo completa, y se amolda como un guante a esa sensación de belleza decadente que transmite. La versión LP de «La Sanie des siècles - Panégyrique de la dégénérescence» fue producido en 2010 por «Ahdistuksen Aihio Productions».
En 2007, el LP '"Lorraine Rehearsal"' fue lanzado por «Northern Heritage». El lado A contiene cuatro canciones en vivo que fueron regrabadas para «Folkfuck Folie». El lado B contiene una versión alternativa de "Phalènes Et Pestilence" que fue grabada durante 2005 por Famine, con la participación de Neige (Alcest, Amesoeurs) en el bajo y batería.
«Folkfuck Folie», el segundo álbum de Peste Noire, fue lanzado en junio de 2007 por «De Profundis éditions». Los temas del álbum son principalmente apocalípticos, tratan del salvajismo asesino, de la primacía del cuerpo triunfante sobre el espíritu quejumbroso, de las enfermedades venéreas y de la locura psiquiátrica de «un mendigo que grita obscenidades a las órdenes del demonio medieval francés Malfé en un viejo black metal chapucero» («gueux désolé qui gueule aux ordres de Malfé que des obscénités dans un vieux Black mal fait» en letras de la canción «Condamné à la pondaison (Légende funèbre)»). Famine también utilizó como una introducción a la canción epónimo del álbum un extracto radio de Antonin Artaud e irónicamente, asegura que «sólo los que padecen de una enfermedad mental pueden soportar «Folkfuck Folie» en su totalidad». Este álbum con Famine en guitarra, Winterhalter en batería e Indria en bajo es mucho más técnico y trabajado que el anterior, su música es a la vez cruel, escalofriante, brutal y melódica. El sonido es aterrador y crudo como si fuera una versión moderna de estudio y perfectamente estructurada de Les Légions Noires. Las voces son frías, crueles, ásperas, y rasposas, en partes guturales pero muy ásperas y desgarradoras. La versión LP de «Folkfuck Folie» fue lanzado en 2010 por «Northern Heritage».
El tercer álbum, titulado «Ballade cuntre lo anemi Francor», que quiere decir: «Balada contra los enemigos de Francia», fue producido en abril de 2009 por «De Profundis éditions» con los nuevos miembros Andy Julia en batería y Ragondin en el bajo. En este disco Peste Noire pasa de la crudeza a ritmos que se ven influenciados por elementos post-rock e incluso avant-garde. La influencia medieval es marcada; no por nada el disco elogia a François Villon, el más grande y último poeta medieval francés, personaje que encarna totalmente el espíritu del disco o el disco encarna fielmente a este desaliñado personaje que vivió rodeado de hambruna, peste y guerras. En «Ballade cuntre les anemis de la France», la Francia moderna, bucólica, de estampa, deja paso a parajes desolados azotados por la peste, a la rabia colérica de una juventud sin rumbo, de una sociedad que se deshace, de una revolución cuya bandera está ajada, descompuesta por el abuso de los poderosos, de una identidad nacional perdida ante el avance de la modernidad. El ideario de Famine es de un acentuado signo nacionalista, y que se reflejó en la versión que hizo de «La France Bouge», el himno tradicional de Action Française (movimiento político monárquico, de corte reaccionario). 
«L’Ordure à l’État Pur», su cuarto álbum, fue lanzado en mayo de 2011 por el nuevo sello «La mesnie Herlequin» creado por el propio Famine. Es un material que viene a seguir pavimentando lo que el anterior trabajo comenzó. Es una muestra de que la banda no deja de evolucionar. Con el paso del tiempo se han alejado del sonido ortodoxo para adoptar uno mucho más fresco. Las cinco canciones que componen este disco son muy diferentes entre sí. Nos invitan a incursionar en un mundo más variado de lo que fue en algún momento. Pasajes de desolación y rencor, mezclados con ambientes medievales, van acompañados de otra gama de opciones: trombón, acordeón («Casse, Pèches, Fractures et Traditions»), tarro, sonidos electrónicos («Cochon Carotte et les sœurs Crotte»), blast-beats, momentos acústicos y voces femeninas por Audrey Sylvain (Amesoeurs) («J’avais rêvé du Nord»), ambientes urbanos y rurales, etc. 
Las temáticas que tratan en las letras están cargadas de crítica hacia la modernidad. Se fusionan con el anarquismo y el nihilismo, además del clásico elitismo del black metal más ortodoxo. Toda una mezcolanza de lo más confusa pero que refuerza inconscientemente la idea del álbum de una sociedad sin rumbo y a la deriva.
Famine ha vuelto a dejar las cosas claras con un disco que, si bien al principio cuesta digerirlo, finalmente acabará degustándose perfectamente, dejando un buen sabor de boca si al oyente le gustan los sonidos metálicos menos convencionales.

## Temas de las letras
Las líricas de la banda son claramente neonazis, sobre todo en su demo «Aryan Supremacy», ya que pronto evolucionaron para expandir más su abanico temático para tratar sobre la "decadencia de Occidente" (su primer LP, «La Sanie des siècles - Panégyrique de la dégénérescence») o la interpretación reaccionaria de la identidad nacional francesa (su segundo LP, «Folkfuck Folie»). El último álbum «Ballade cuntre lo anemi Francor» es una obra original y personal de «black metal rancio francés». Ahonda en el tema nacionalista y racista, temas por los cuales sumados a la relación con el Grupo Unión Defensa y Bastión Social, ya se le ha acusado a Famine de simpatías con el nazismo. Peste Noire queda entonces como el proyecto de black metal experimental de Famine, quien lleva en este disco su «especial» sonido un paso más allá. Ha definido «Ballade cuntre lo anemi Francor» como «Black 'n Roll militante» y «satanismo boy scout»; en él tiene la ocasión de mofarse de himnos militares franceses o gritar poemas de François Villon o Verlaine, todo con una producción perfecta por este estilo.

## Formación
Miembros actuales
- La sale Famine de Valfunde (Ludovic Faure) – guitarra, voz, bajo, Epinete de los Vosgos, armónica (2000–presente)
- Yurii – bajo (2018–presente)
- Baal – batería y percusión (2018–presente)

Miembros antiguos
- Neige (Stéphane Paut) – batería (2001–2005), bajo (2005–2009), voz (2006–2007), guitarra (2007–2008),
- Argoth – bajo (2001–2002)
- Winterhalter (Jean Deflandre) – batería (2006–2008)
- Indria Saray – bajo (2006–2008, 2011–2012)
- Andy Julia – batería (2009)
- Audrey Sylvain – voz, órgano Hammond, piano (2009–2016)
- Vicomte Chtedire de Kroumpadis (A. M.) – batería (2011-2012)
- Ardraos (Florian Denis) – acordeón, batería (2012–2018)
- Spellgoth (Tuomas Rytkönen) – teclado (2018)

Miembros en vivo
- Snorr le Porc – guitarra (2016–presente)

Antiguos miembros en vivo
- Ashcariot (Marc) – bajo (2016–2017)
- Björn – guitarra (2016–2017)
- Thorwald - voz (coros) (2016)

## Discografía

### Álbumes de estudio
- La Sanie des siècles - Panégyrique de la dégénérescence - 2006
- Folkfuck Folie - 2007
- Ballade cuntre lo Anemi francor - 2009
- L'Ordure à l'état Pur - 2011
- Peste Noire - 2013
- La Chaise-Dyable - 2015
- Peste Noire – Split – Peste Noire - 2018
- Le retour des pastoureaux - 2021

### EP
- Lorraine Rehearsal - 2007
- Antioche - 2023

### Álbumes split
- Mémoire Païenne - 2002
- Horna/Peste Noire - 2007
- Rats des villes vs rats des champs - 2014

### Álbumes en vivo
- Acoustic live, Kiev - 2021

### Compilaciones
- Mors Orbis Terrarum - 2007
- Les Démos - 2012

### Demos
- Aryan Supremacy - 2001
- Macabre Transcendance... - 2002
- Phalènes et Pestilence - Salvatrice Averse - 2003
- Phalènes et Pestilence - 2005